# 广西北部湾银行
广西北部湾银行是中国的一家城市商业银行，总部位于广西南宁市。

## 历史
1997年3月26日，南宁市商业银行成立。2008年10月，更名为广西北部湾银行，最大股东为广西投资集团有限公司关联企业。2011年12月19日，北部湾银行董事会通过《2011年增资扩股框架性方案》，随后向广西银监局提交了相关申请。2012年6月15日，广西银监局批复并同意《广西北部湾银行2012年增资扩股方案》。根据方案，北部湾银行以3元/股的价格增发10亿股，共募集资金30亿。2012年12月21日，广西北部湾银行与越南农业与农村发展银行在广西东兴市签订了边贸结算业务合作协议。
2017年4月末，广西北部湾银行资产总额达1245亿。
2021年1月25日，广西北部湾银行总行进驻中国—东盟金融城并揭牌，中国（广西）自由贸易试验区南宁片区、五象新区迎来首家总部银行。同年8月25日，广西北部湾银行与广西现代物流集团签署战略合作协议。9月10日，第18届中国—东盟博览会和中国—东盟商务与投资峰会期间，广西北部湾银行与华融湘江银行举行业务座谈会。11月9日，广西北部湾银行成功在全国银行间债券市场发行2021年第一期绿色金融债券，发行规模20亿元，期限3年，票面利率3.36%，创广西金融债券市场发行利率历史最低纪录。

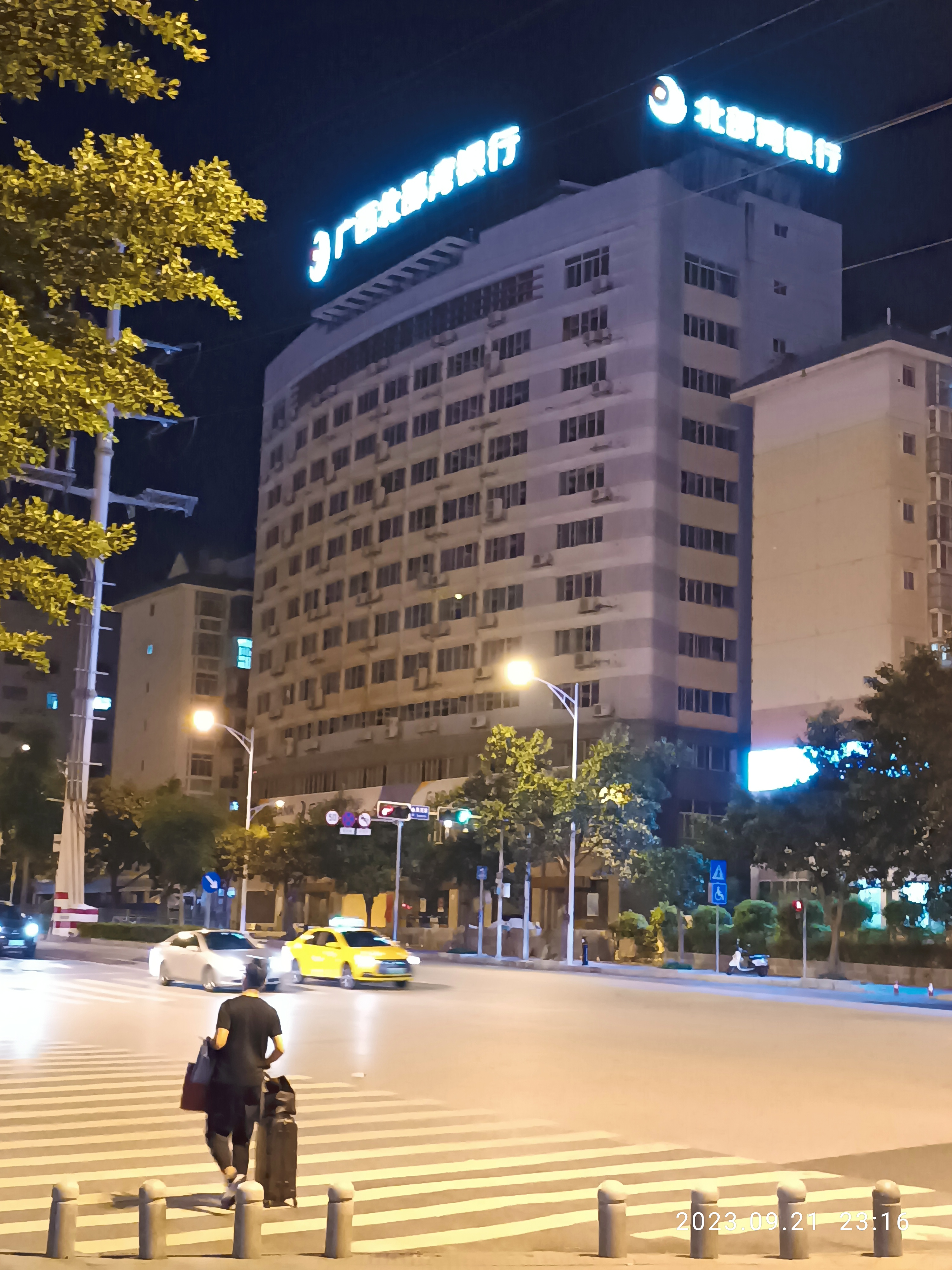
南宁市的一家北部湾银行支行大楼

## 事件
2016年11月8日，广西北部湾银行原董事长、自治区旅发委原副主任、党组成员滕冲严重违纪被开除党籍和公职。